# 和記黃埔地產
和記黃埔地產有限公司（簡稱和黃地產）為長江實業地產有限公司的全資附屬公司，屬於和黃集團的地產發展及投資分支機構，並持有包括香港黃埔船塢有限公司（黃埔船塢）、和記地產有限公司及嘉宏國際集團有限公司等公司的地產權益，辦事處位於香港九龍紅磡德豐街18號海濱廣場1座3樓。經集團內部增長及收購合併，和記黃埔地產有限公司於2015年起改名為和記地產集團有限公司。
和黃地產在香港發展多項住宅及工商物業，部分項目更是與長江實業共同發展，同時亦在香港以外地區進行多項發展項目，物業遍佈中國內地、新加坡、英國以及巴哈馬。此外，和黃地產還設有物業管理部、項目管理小組、市場部、和記好辦事網站以及和巽物業網。

## 歷史
黃埔船塢於1863年7月1日成立，並根據1865年立法的公司法於香港注冊，組成有限公司。1969年，黃埔船塢首次進軍地產發展市場。和記地產則於1971年3月註冊成立，為和記企業有限公司的全資附屬公司，於公開招股後不久成為上市公司。
1977年，黃埔船塢與和記企業合併成為和記黃埔有限公司，黃埔船塢成為和黃的全資附屬公司，其業務亦轉為以地產為主，管理架構亦擴充，分別增設市場及屋苑管理部門。
1980年，和黃購回由公眾持有的少量和記地產股權，令和記地產再次成為和黃的全資附屬公司。同年底，為增強和黃的地產投資以及發展業務，和記地產以及黃埔船塢的資源管理及營運合併，組成和黃地產集團。
和黃於1993年成立全資附屬的和記黃埔地產有限公司，以持有黃埔船塢、和記地產以及已經被和黃私有化的附屬公司嘉宏屬下的所有地產權益。

## 發展物業
中國內地

| - 北京東方廣場 - 北京逸翠園 - 北京昌平區北新嘉園 - 上海世紀匯 - 上海南匯區周浦住宅項目 - 上海青浦趙巷鎮項目 - 上海四季雅苑 - 上海御翠豪庭-住宅 - 上海御翠豪苑-商業 - 上海御濤園 - 上海梅龍鎮商廈 - 上海滙賢居 - 上海華爾登廣場一期 - 上海閔行區馬橋鎮項目 | - 上海東方匯經中心 - 深圳世紀匯 - 深圳御峰園 - 深圳御龍居 - 深圳懿花園 - 深圳觀湖園 - 深圳黃埔雅苑-住宅 - 深圳黃埔雅苑-商業 - 重慶珊瑚都會 - 重慶兩江新區項目 - 重慶大都會商廈 - 重慶楊家山項目 - 重慶比華利豪園 - 重慶珊瑚水岸 | - 重慶逸翠莊園 - 重慶海逸酒店 - 東莞海逸豪庭 - 東莞海逸高爾夫球會 - 廣州-增城項目 - 廣州怡苑 - 廣州珊瑚灣畔-住宅 - 廣州西城都薈 - 青島太平洋中心 - 青島曉港名城 - 青島小港灣項目 - 天津世紀都會 - 武漢世紀都會 - 武漢濱江大型綜合項目 | - 武漢觀湖園 - 西安逸翠園 - 珠海柏濤灣 - 珠海海怡灣畔 - 成都南城都匯 - 成都彩叠園 - 南京建鄴區應天大街項目 - 中山翠麗湖項目 - 大連卧龍灣項目 - 長春御翠園 - 長沙盈峰翠邸 - 江門碧海銀湖 - 昆明海逸酒店 |

香港

| - 九龍酒店 - 北角海逸酒店 - 和黃物流中心 - 和富中心 - 和富家居庭 - 和記大廈 - 喜來登典雅坊 - 喜來登酒店 - 嘉湖海逸酒店 - 嘉雲中心 - 國際都會 - 富麗苑 - 怡安華人行 - 映灣園 - 春暉中心 | - 松濤苑 - 武士僑閣 - 海逸豪園 - 海名軒 - 海怡半島 - 海濱廣場 - 海逸酒店 - 港景峯 - 甘道23號 - 白加道28號 - 盈峰翠邸 - 盈翠半島 - 盛逸酒店/華逸酒店 - 紅磡灣中心-住宅 | - 紅磡灣中心-商業 - 翠擁華庭 - 聽濤雅苑 - 葵涌貨倉 - 葵涌屈臣氏中心 - 沙田屈臣氏中心 - 藍澄灣 - 軒德蓀道2-2A號 - 都會商場 - 都會海逸酒店 - 創業街九號 - 長輝路99號 - 長江集團中心 - 頤翠園 - 香港仔中心-住宅 - 香港仔中心-商業 - 麗城花園 - 麗城花園商場 | - 麗港城 - 黃埔新天地 - 黃埔花園 |

新加坡
- 旭日灣
- 景頤峰

英國倫敦
- Lots Road Power Station
- Albion Riverside-住宅
- Albion Riverside-商業
- Belgravia Place
- Montevetro
- Royal Gate Kensington

巴哈馬
- Our Lucaya Beach & Golf Resort
- Our Lucaya Reef Village